# 알레우츠키군

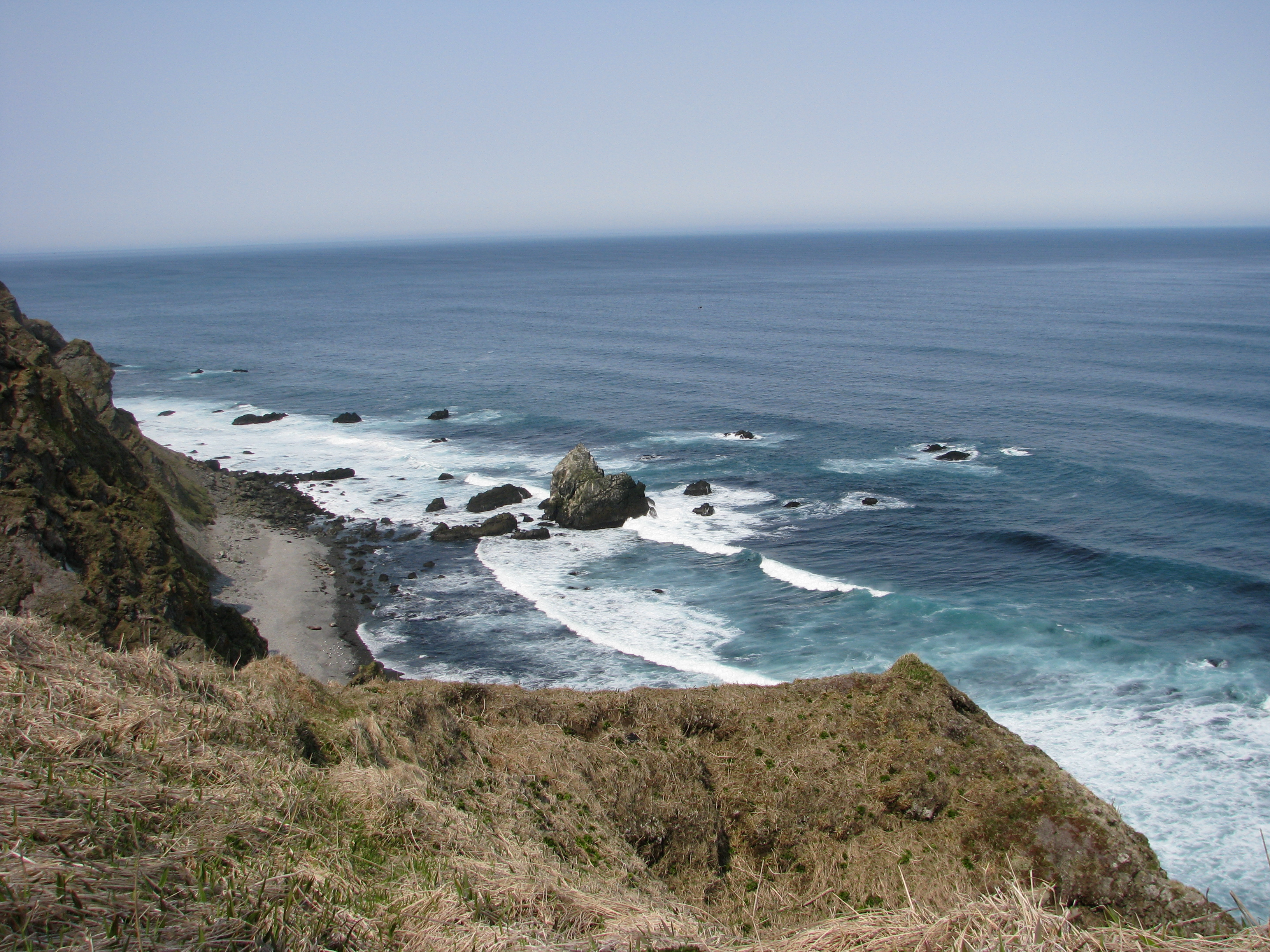

알레우츠키군(러시아어: Алеутский район)은 캄차카 지방에 있는 군이다. 코만도르스키예 제도에 위치해 있다.
중심지는 니콜스코예이다. 인구는 752명이다(2005년, 2002년엔 808명, 1989년엔 1356명). 예전엔 인구가 1,000여 명이었으나, 지금은 줄어들고 있다.